# Григорий Чуриловски
Григорий Чуриловски (на гръцки: Γρηγόριος, ηγούμενος μονής Τσιριλόβου) е гръцки православен духовник, игумен на Чуриловския манастир.

## Биография
Григорий е роден в костурското село Чурилово в 1837 година. Според гръцки източници има фамилията Диамантидис (Διαμαντίδης) или Даниилидис (Δανιηλίδης). Учи в родното си село. Приема монашество и управлява сиропиталището при Чуриловския манастир. Става игумен на Чуриловския манастир и под негово ръководство през 1904 - 1908 година манастирът се превръща в база на четите на Гръцката въоръжена пропаганда, воюващи с четите на ВМОРО, заради което в 1905 година манастирът е изгорен от български чети.
Григорий Чуриловски умира в 1912 година.
Герман Каравангелис, основният организатор на гръцката пропаганда в Костурско, пише за Григорий:
| „ | Една българска чета отиде и запали манастира на Чурилово, чийто игумен, архимандрит Григориос беше голям патриот и юнак, въпреки че беше старец на 70 години и славяногласен, много пъти беше приютявал Мелас, Вардас и всичките гръцки чети, които минаваха оттам. За щастие, когато българите запалиха манастира той не беше вътре и така се спаси от сигурна смърт. | “ |

В Чуриловския манастир в 2004 година е издигнат негов паметник.